# Overloon
Overloon est un village situé dans la commune néerlandaise de Boxmeer, dans la province du Brabant-Septentrional. Le 1er janvier 2008, le village comptait 3 629 habitants.

## Histoire
Lieu en 1944 de la plus grande bataille de chars des Pays-Bas de la Seconde Guerre mondiale, un musée situé dans la forêt abrite des centaines d'engins et de matériels militaires en parfait état.

## Notes et références

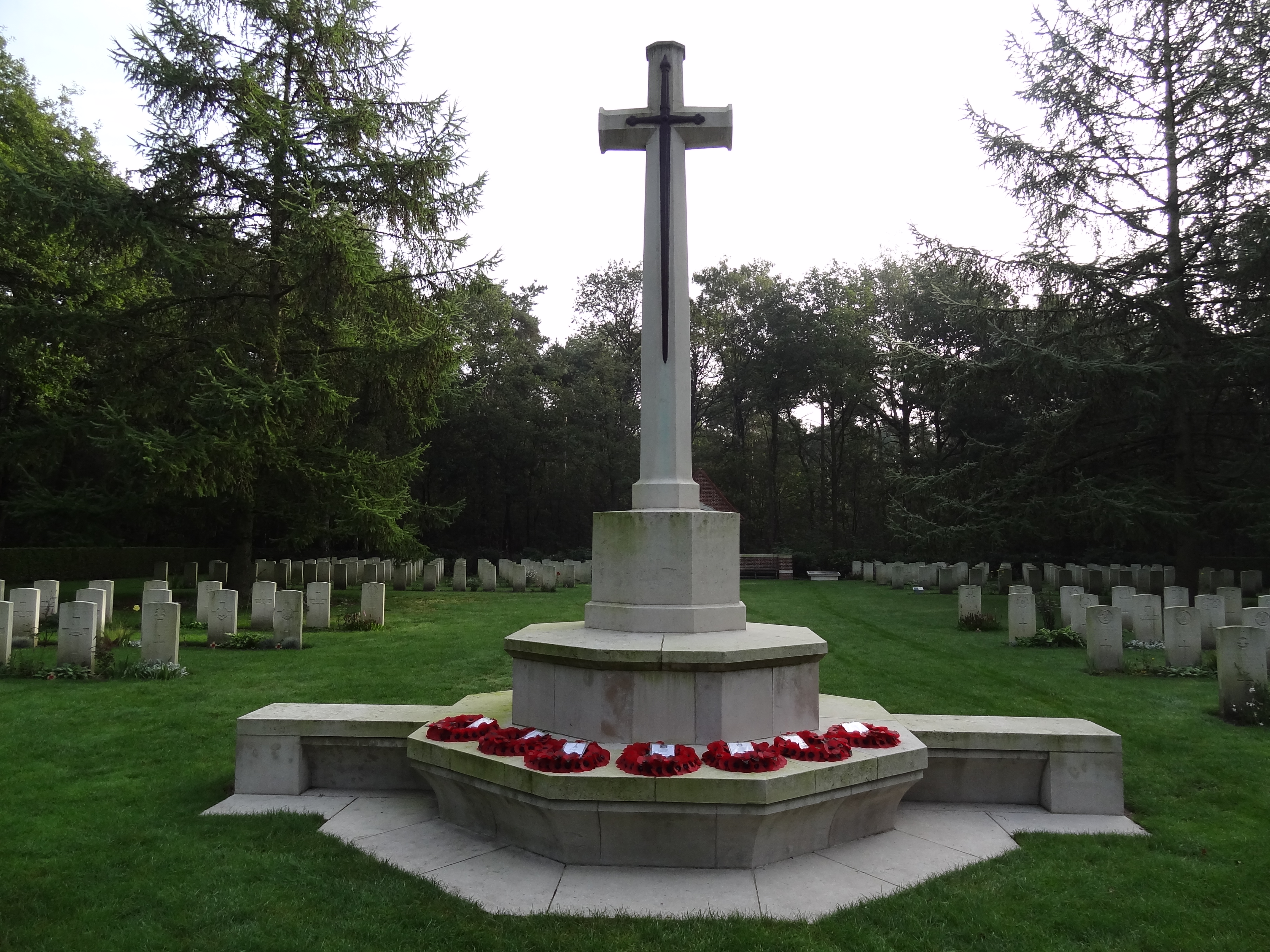
Croix du Sacrifice, cimetière militaire d'Overloon.